# Arara (Paraíba)
Arara es un municipio brasilero del estado de Paraíba, fue emancipado de la ciudad de Aserradero e instalado en 1961. El origen de su nombre se debe a la gran cantidad de aves de este tipo (araras) que existían antiguamente en el lugar.
Se localiza en la Mesorregión del Agreste Paraibano y en la Microrregión del Curimataú Occidental. En 2008, poseía una población de 12.698 habitantes, en un área territorial de 89 km². Su principal vía de acceso es por la carretera PB-105, y se encuentra a 155 km de João Pessoa, la capital del estado.

## Historia
Según el geógrafo e historiador Antonio Gregorio da Silva, en su trabajo mimeografiado "Arara, 125 años después… Hechos que deben ser Recordados" el origen del poblamiento de Arara, ocurrió en la segunda mitad del Siglo XIX, cuando troperos viajantes que transportaban cecina, harina de mandioca y azúcar morena, entre el Curimataú/Seridó y el Brejo paraibano, aprovechaban las sombras de las copas de los árboles de la familia de las "Baraunas" que existían en las proximidades de un arroyo, situado al norte del Engenho Porções, en los contrafuertes del Meseta de la Borborema, después de tres leguas de cabalgata en el lugar donde hoy se encuentra edificada la ciudad de Arara.

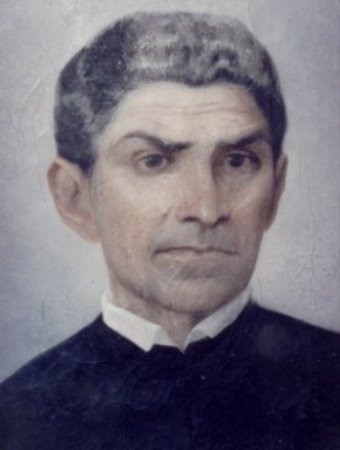
Padre-Mestre-Doutor José Antônio María Ibiapina, fue muy importante para el poblamiento de las "Baraunas das Araras.

El Mayor Antônio José de la Cunha, también construyó la primera casa de la futura población de Arara y contribuyó para su desarrollo hasta el año 1881 cuando falleció a los 94 años de edad. Su esposa Cândida Americana, que era muy religiosa, donó parte d su hacienda al Padre Ibiapina, con casas, bovinos, asnos y mulas para la construcción de la casa de caridad en Santa Fe.
En 1876 el poblado ya tenía cerca de 80 casas y 500 habitantes.
Arara fue mencionada como distrito del municipio de Aserradero como división administrativa del Brasil en el año de 1937 y 1938. Su emancipación política fue conseguida a través de la Ley n.° 2.602, del 1 de diciembre de 1961, oficialmente aceptada el día 19 del mismo mes y año, separándose de Aserradero.

## Geografía

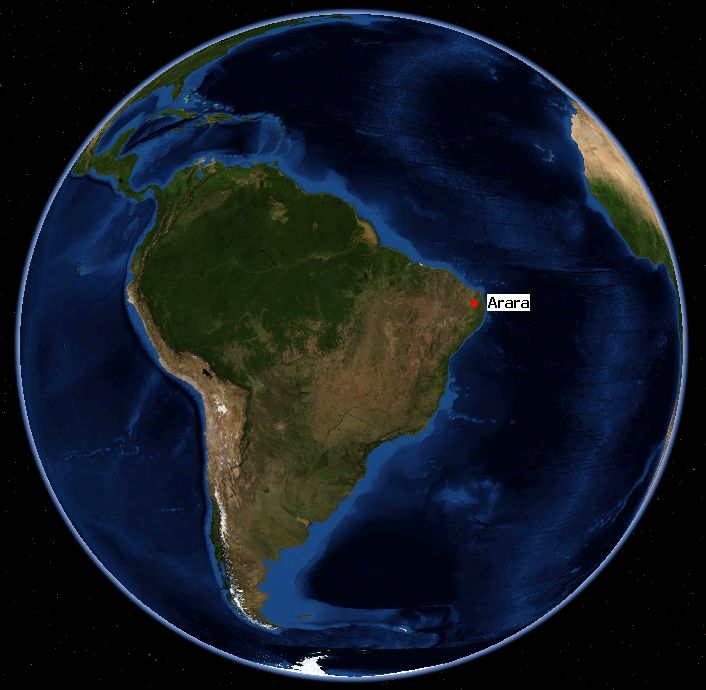
Arara, en el Mundo.

El municipio de Arara ocupa un área territorial de 88,858 km² representando 0.1574% del estado, 0.0057% de la región Nordeste y 0.001% de todo territorio brasilero. De entre los 223 municipios paraibanos, Arara ocupa el 182° lugar en extensión territorial.

### Localización
Arara, se localiza en la Mesorregión del Agreste Paraibano y en la Microrregión del Curimataú Occidental. Limita con los municipios de Solânea (norte), Arena (sur), Aserradero (este), Casserengue (oeste) y Algodão de Jandaíra (oeste). La sede municipal se encuentra en una altitud media de 467 metros sobre el nivel del mar.
Se encuentra distante 155 kilómetros de la capital del estado, João Pessoa por vía asfáltica, y 103 kilómetros en línea recta. Tiene como coordenadas geográficas: 06°49'40" de latitud sur y 35°45'28" de longitud este, según el meridiano de Greenwich.

### Clima
El municipio de Arara pertenece a la zona climática designada por la letra C, con el tipo climático de letra A, siendo su tipo climático "AS", según la clasificación del clima de Köppen. Tal tipo climático se caracteriza por ser un clima tropical, con estación lluviosa en el invierno y sequía en el verano.
La temperatura media anual en la ciudad oscila en torno de 24°C, siendo el mes más frío julio (media mínima de 18 °C) y el más caliente febrero (media máxima de 30 °C) y la precipitación media de tal clima es de 1000 mm/año, siendo abril el mes más lluvioso, con 129,2 mm, y octubre el más seco, con 16,9 mm, pudiendo variar dependiendo del año.
El clima es del tipo tropical lluvioso, con verano seco. La estación lluviosa se inicia en los meses de enero y febrero con término en septiembre, pudiéndose alargar hasta octubre.
El municipio está incluido en el área geográfica de cobertura del semiárido brasilero, definida por el Ministerio de la Integración Nacional en 2005. Esta delimitación tiene como criterios el índice pluviométrico, el índice de aridez y el riesgo de sequía.
| Temperatura media en Arara  | Temperatura media en Arara | Temperatura media en Arara | Temperatura media en Arara | Temperatura media en Arara | Temperatura media en Arara | Temperatura media en Arara | Temperatura media en Arara | Temperatura media en Arara | Temperatura media en Arara | Temperatura media en Arara | Temperatura media en Arara | Temperatura media en Arara | Temperatura media en Arara |
| Mes                         | Jan                        | Fev                        | Mar                        | Abr                        | Mai                        | Jun                        | Jul                        | Ago                        | Set                        | Out                        | Nov                        | Diez                       | Año                        |
| --------------------------- | -------------------------- | -------------------------- | -------------------------- | -------------------------- | -------------------------- | -------------------------- | -------------------------- | -------------------------- | -------------------------- | -------------------------- | -------------------------- | -------------------------- | -------------------------- |
| Temperatura media °C        | 25                         | 25                         | 24                         | 24                         | 22,5                       | 22                         | 21,5                       | 21                         | 22,5                       | 24                         | 24                         | 24                         | 23.2                       |
| Mínima temperatura media °C | 20                         | 20                         | 20                         | 20                         | 18                         | 18                         | 18                         | 18                         | 18                         | 19                         | 20                         | 20                         | 19                         |
| Máxima temperatura media °C | 30                         | 30                         | 28                         | 28                         | 27                         | 26                         | 25                         | 24                         | 27                         | 29                         | 28                         | 28                         | 27.5                       |
| Precipitación media mm      | 40                         | 54                         | 99                         | 129                        | 94                         | 106                        | 123                        | 58                         | 38                         | 16                         | 18                         | 21                         | 796                        |

### Hidrografía

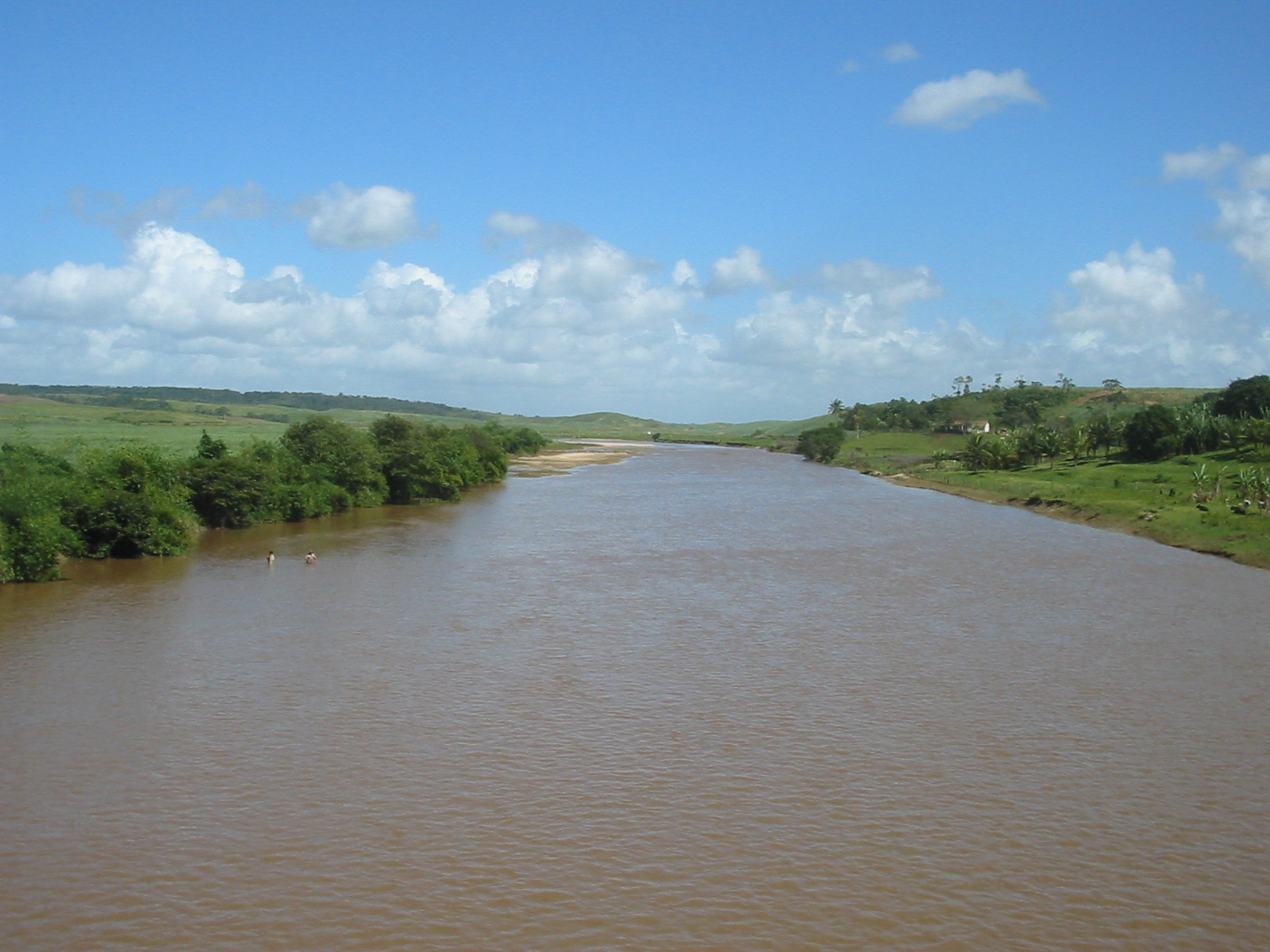
Río Mamanguape.

El área donde está localizado el municipio de Arara es atravesada por ríos temporales, este se encuentra inserto en los territorios de la Cuenca hidrográfica del Río Mamanguape, según la Agencia Ejecutiva de Gestión de las Aguas del Estado de la Paraíba (AESA).
Los principales cursos de agua en el municipio son el Río Jacaré o Río Araçagi-mirim, afluente del río Mamanguape.

### Relieve
El relieve existente en el municipio de Arara es suave ondulado de suelos litólicos eutróficos, con textura arenosa y media fase pedregosa, de relieve hipoxerófila ondulado substrato Gneis y granito, típico de la región del Meseta de la Borborema, una región formada por macizos, con altitudes que varían entre 400 a 1000 metros sobre el nivel del mar.
Ese meseta ocupa un área de arco que se extiende del sur de Alagoas, abarcando gran parte de los estados de Pernambuco y de la Paraíba y termina en el Rio Grande do Norte. En el municipio de Arara esa forma de relieve se presenta de forma generalmente con valles profundos y estrechos y en el municipio podemos destacar la Sierra del Cerro Blanco.

## Demografía
| Fuente: IBGE |

La población total del municipio, según los datos de la estimativa poblacional realizado por el IBGE en 2008, era de 12.698 habitantes, siendo el 69° municipio más poblado del estado, mostrando una densidad poblacional de 142,9 habitantes por km², muy superior a la del estado, que alcanza poco más de 64 habitantes por km².
Según el censo demográfico de 2000 la población urbana, era de 7.587 personas (65,80%) y la población rural de 3.943 personas (34,20%). El sexo femenino representa 52,70% de la población, mientras que el sexo masculino corresponde a 47,30% (en la zona urbana).
El Índice de Desarrollo Humano Municipal (IDH-M) de Arara es considerado medio, según el Programa de las Naciones Unidas para el Desarrollo (PNUD), siendo su valor de 0,551, en el año de 2000.

### Composición étnica
Según datos del último censo demográfico de 2000, los diferentes grupos étnicos que formaban la población del municipio se dividía así: sexo, 5.943 mujeres y 5.587 hombres. 
Sobre la religión de los ararenses, el municipio se dividía de la siguiente forma: 10 832 se decían católicos apostólicos romanos (93,95 %), 358 evangélicos (3,11 %), 12 testigos de Jehová (0,10 %), 306 sin religión (2,65%), 17 no determinada (0,15 %) y cinco personas sin declaración (0,04 %).
El estado civil de la población era así: personas de 10 años o más de edad, 9245 personas, 6037 eran solteras, 2840 casadas, 42 divorciadas o separadas judicialmente, 19 divorciada y 307 (76 hombres y 231 mujeres) viudas.

## Economía
La economía de Arara se basaba primordialmente en las actividades de comercio y servicios. Los principales productos producidos por el municipio son; en la Agricultura: maíz, frijol, mandioca, fava, algodón; ganadería: bovinos, ovinos, cabras, porcinos; industria: carbón vegetal. Según el IBGE en el año de 2005.
El producto interno bruto ararense fue de R$ 27.390.000,00 en 2005, generando una media per cápita de R$ 2.181,00 por habitante. De estos, R$ 2.812.000,00 proviene de la agropecuaria; R$ 2.115.000,00 es sumado por la industria, R$ 21.716.000,00 es adicionado por los servicios y R$ 746.000,00 proviene de impuestos.

### Agricultura
| Producto                                                        | Producción    |
| --------------------------------------------------------------- | ------------- |
| Algodón herbáceo                                                | 52 toneladas  |
| Batata dulce                                                    | 280 toneladas |
| Fava                                                            | 66 toneladas  |
| Frijol                                                          | 518 toneladas |
| Mandioca                                                        | 800 toneladas |
| Maíz                                                            | 640 toneladas |
| Castaña de cajú                                                 | 10 toneladas  |
| Mango                                                           | 66 toneladas  |
| Principales productos agrícolas de Arara, segundo IBGE en 2006. |               |

Los principales productos agrícolas del municipio de Arara, son respectivamente, de acuerdo con su área plantada, el maíz en grano que fue cultivado en 2006, en 1600 hectáreas, siendo cosechadas 1600 toneladas, generando un incremento de R$ 224.000,00 al producto interno bruto del municipio. Devemos destacar también la producción del frijol en grano, producido en un área de 1.480 hectáreas, siendo cosechadas 1.480 toneladas, agregando un valor de 622.000,00 al producto interno bruto ararense en 2006.
Otros productos que merecem ser citados son la Batata dulce, con producción de 280 toneladas, generando un valor de 112 mil reales; la Mandioca, con producción de 800 toneladas, generando un valor de 92 mil reales; y la Fava en gão, con producción de 66 toneladas, generando un valor de 119 mil reales.
La silvicultura del municipio tuvo una producción de 2800 metros cúbicos de leña y 9 toneladas de carbón vegetal, obteniendo un valor de producción de 28 y 3 mil reales respectivamente.

## Educación
Según datos del censo demográfico realizado en 2000, de las 10.445 personas de cinco años y más, residentes en el municipio, de estas 5.334, es decir el 51,07% sabían leer y escribir y 5.111 (48,93%) de la población no estaban alfabetizadas.
El municipio cuenta, con 24 establecimientos de educación fundamental, 23 unidades pré-escolares, y dos escuelas secundárias. Al total, son 3.327 matrículas y 150 docentes registrados.
|                       | Matrículas (Total) | Professores (Total) | Escuelas (Total) | Escuelas Públicas | Escuelas Privadas |
| Educación Pré-Escolar | 338                | 14                  | 23               | 22                | 1                 |
| Educación Fundamantal | 2.519              | 115                 | 24               | 23                | 1                 |
| Educación Medio       | 470                | 21                  | 2                | 1                 | 0                 |

## Transportes

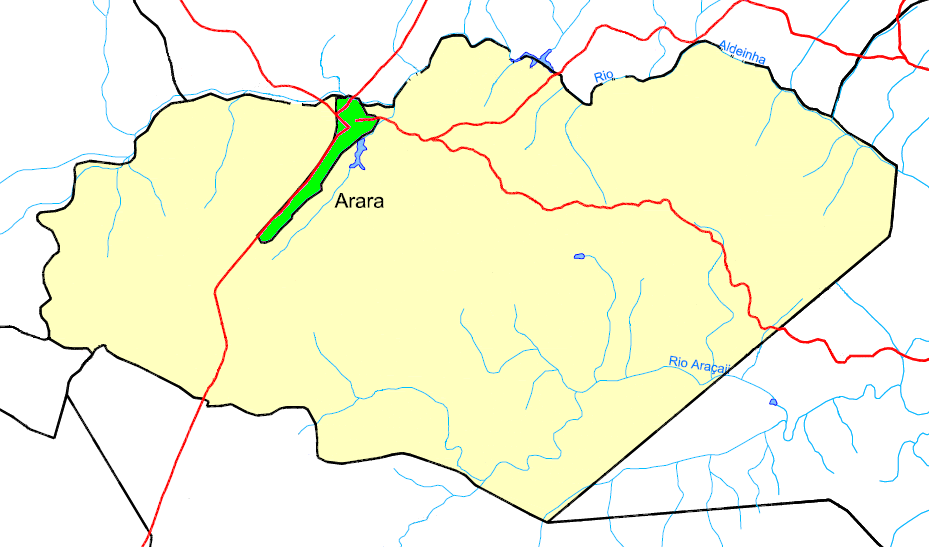
Mapa de las calles de Arara.

Las principales rutas que unen la ciudad son la PB-105, una de las principales carreteras del estado, que une la ciudad hasta las ciudades vecinas de Remígio y Solânea y la otra carretera importante, la PB-085, que une el municipio hasta la ciudad de Aserradero.

## Política
Creado en 1961 el municipio de Arara tuvo la primera elección para prefecto en el año de 1962, el candidato electo fue Marísio de la Cunha Moreno (1962 - 1966), consecuentemente siendo el primer prefecto del municipio recibiendo 592 votos válidos, su vice fue Manoel Cándido del Nascimento, ambos pertenecientes al ya extinto partido de la Unión Democrática Nacional.